# Liste der Stolpersteine in Vlotho
Die Liste der Stolpersteine in Vlotho enthält Stolpersteine, die im Rahmen des gleichnamigen Kunst-Projekts von Gunter Demnig in Vlotho verlegt wurden. Mit ihnen soll an Opfer des Nationalsozialismus erinnert werden, die in Vlotho lebten und wirkten. Die Verlegung der insgesamt 41 Steine erfolgte in drei Aktionen am 10. März 2006, am 5. Dezember 2006 und am 15. März 2007. Die Einweihungen erfolgten jeweils am 11. März 2006, am 9. Dezember 2006 sowie am 17. März 2007. Zusätzlich wurden drei Kopfsteine verlegt.

## Verlegte Stolpersteine
| Adresse               | Verlege- datum | Person, Inschrift                                                                                    | Bild | Anmerkung                                                                 |
| --------------------- | -------------- | --- | ---- | ------------------------------------------------------------------------- |
| Herforder Straße 99 · | 15. März 2007  | Hier wohnte Herforder Straße 99 früher Bonneberg 16                                                  |      | früher Bonneberg 16 - Haus Mosheim, heute Fa. Lohmeier, Vlotho            |
| Herforder Straße 99 · | 15. März 2007  | Moses Mosheim Jg. 1861 deportiert 1942 Theresienstadt ermordet 25.1.1943                             |      | früher Bonneberg 16                                                       |
| Herforder Straße 99 · | 15. März 2007  | Erich Grundmann Jg. 1880 deportiert 1942 Ghetto Warschau ermordet                                    |      | früher Bonneberg 16                                                       |
| Herforder Straße 99 · | 15. März 2007  | Dora Grundmann geb. Mosheim Jg. 1888 deportiert 1942 Ghetto Warschau ermordet                        |      | früher Bonneberg 16                                                       |
| Herforder Straße 99 · | 15. März 2007  | Ilse Charig geb. Mosheim Jg. 1906 deportiert 1942 Ghetto Warschau ermordet                           |      | früher Bonneberg 16                                                       |
| Herforder Straße 99 · | 15. März 2007  | Hilde Kohlberg geb. Mosheim Jg. 1910 deportiert 1942 Ghetto Warschau ermordet                        |      | früher Bonneberg 16                                                       |
| Herforder Straße 99 · | 15. März 2007  | Magdalene Grundmann Jg. 1916 deportiert 1942 Ghetto Warschau ermordet in Auschwitz                   |      | früher Bonneberg 16                                                       |
| Herforder Straße 99 · | 15. März 2007  | Leoni Warschauer geb. Grundmann Jg. 1917 deportiert 1942 Ghetto Warschau ermordet                    |      | früher Bonneberg 16                                                       |
| Herforder Straße 99 · | 15. März 2007  | Gerda Mosheim Jg. 1924 deportiert 1942 Ghetto Warschau ermordet                                      |      | früher Bonneberg 16                                                       |
| Hochstraße 8 ·        | 5. Dez. 2006   | Klara Frank geb. Felsenthal Jg. 1884 deportiert 1942 ermordet                                        |      |                                                                           |
| Hochstraße 8 ·        | 5. Dez. 2006   | Marianne Frank Jg. 1923 deportiert 1942 ermordet in Ravensbrück                                      |      |                                                                           |
| Höltkebruchstraße 9 · | 15. März 2007  | Oskar Rosenwald Jg. 1873 deportiert 1942 Theresienstadt ermordet in Treblinka                        |      |                                                                           |
| Höltkebruchstraße 9 · | 15. März 2007  | Nathan Speier Jg. 1877 deportiert 1942 Ghetto Warschau ermordet                                      |      |                                                                           |
| Höltkebruchstraße 9 · | 15. März 2007  | Henriette Speier geb. Hamlet Jg. 1880 deportiert 1942 Ghetto Warschau ermordet                       |      |                                                                           |
| Höltkebruchstraße 9 · | 15. März 2007  | Emmi Speier Jg. 1886 deportiert 1942 Ghetto Warschau ermordet                                        |      |                                                                           |
| Höltkebruchstraße 9 · | 15. März 2007  | Erna Speier Jg. 1906 deportiert 1942 Ghetto Warschau ermordet                                        |      |                                                                           |
| Höltkebruchstraße 9 · | 15. März 2007  | Hildelore Simon geb. Speier Jg. 1915 deportiert ermordet in Auschwitz                                |      |                                                                           |
| Lange Straße 53 ·     | 5. Dez. 2006   | Hier wohnte Lange Straße 9                                                                           |      | Ersatzverlegeort Lange Straße 53 für Lange Straße 9 - Familie Weinberg    |
| Lange Straße 53 ·     | 5. Dez. 2006   | Gustav Weinberg Jg. 1874 deportiert 1942 ermordet in Riga                                            |      |                                                                           |
| Lange Straße 53 ·     | 5. Dez. 2006   | Ella Weinberg geb. Gronsfeld Jg. 1876 deportiert 1942 ermordet in Riga                               |      |                                                                           |
| Lange Straße 53 ·     | 5. Dez. 2006   | Hier wohnte Lange Straße 16                                                                          |      | Ersatzverlegeort Lange Straße 53 für Lange Straße 16 - Familie Juchenheim |
| Lange Straße 53 ·     | 5. Dez. 2006   | Emma Juchenheim geb.Steinberg Jg. 1855 deportiert 1943 Sobibor ermordet 16.4.1943                    |      |                                                                           |
| Lange Straße 53 ·     | 5. Dez. 2006   | Paul Juchenheim Jg. 1888 in Amsterdam erschossen 9.4.1943                                            |      |                                                                           |
| Lange Straße 53 ·     | 5. Dez. 2006   | Alwin Juchenheim Jg. 1889 deportiert 1941 Riga/Dachau ermordet 6.12.1944                             |      |                                                                           |
| Lange Straße 53 ·     | 5. Dez. 2006   | Paula Juchenheim geb. Katzenstein Jg. 1902 deportiert 1941 Riga-Stutthof ermordet                    |      |                                                                           |
| Lange Straße 53 ·     | 5. Dez. 2006   | Lore Juchenheim Jg. 1926 deportiert 1941 Riga - Stutthof ermordet                                    |      |                                                                           |
| Lange Straße 53 ·     | 5. Dez. 2006   | Hans Juchenheim Jg. 1928 deportiert 1941 Riga - Dachau tot an Haftfolgen 2.6.1945                    |      |                                                                           |
| Lange Straße 62 ·     | 5. Dez. 2006   | Adolf Rüdenberg Jg. 1902 vor Deportation Flucht in den Tod 13.12.1941                                |      |                                                                           |
| Lange Straße 66 ·     | 5. Dez. 2006   | Hier wohnte Erich Katz Jg. 1897 deportiert Theresienstadt ermordet 30.9.1944 Auschwitz               |      | Standort - Rückseite des Synagogen-Gedenksteins                           |
| Lange Straße 66 ·     | 5. Dez. 2006   | Hier wohnte Irma Katz geb. Brodt Jg. 1901 deportiert Theresienstadt ermordet 9.10.1944 Auschwitz     |      | Standort - Rückseite des Synagogen-Gedenksteins                           |
| Lange Straße 66 ·     | 5. Dez. 2006   | Hier wohnte Werner Katz Jg. 1925 deportiert ermordet in Bergen-Belsen                                |      | Standort - Rückseite des Synagogen-Gedenksteins                           |
| Lange Straße 80 ·     | 10. März 2006  | Hier wohnte Änne Markus Jg. 1904 deportiert KZ Gross-Rosen ermordet                                  |      |                                                                           |
| Lange Straße 81 ·     | 10. März 2006  | Rebekka Silberberg geb. Markus Jg. 1881 deportiert 1942 Theresienstadt ermordet 25.1.1943            |      |                                                                           |
| Lange Straße 81 ·     | 10. März 2006  | Willi Silberberg Jg. 1894 deportiert 1942 Theresienstadt ermordet 9.10.1944 Auschwitz                |      |                                                                           |
| Lange Straße 83 ·     | 10. März 2006  | Hier wohnte Hedwig Heynemann geb. Cohn Jg. 1874 deportiert 1942 Theresienstadt ermordet in Treblinka |      |                                                                           |
| Lange Straße 83 ·     | 10. März 2006  | Hier wohnte Samson Heynemann Jg. 1860 deportiert 1942 Theresienstadt ermordet 15.8.1942              |      |                                                                           |
| Lange Straße 83 ·     | 10. März 2006  | Hier wohnte Gertrud Windmüller geb. Heynemann Jg. 1899 deportiert 1942 ermordet im Ghetto Warschau   |      |                                                                           |
| Lange Straße 83 ·     | 10. März 2006  | Hier wohnte Ruth Windmüller Jg. 1937 deportiert 1942 ermordet im Ghetto Warschau                     |      |                                                                           |
| Lange Straße 104 ·    | 10. März 2006  | Hier wohnte Helene Loeb geb.Nussbaum Jg. 1889 deportiert 1941 ermordet in Riga                       |      |                                                                           |
| Lange Straße 104 ·    | 10. März 2006  | Hier wohnte Gustav Loeb Jg. 1882 deportiert 1941 ermordet in Riga                                    |      |                                                                           |
| Lange Straße 104 ·    | 10. März 2006  | Hier wohnte Johanna Nussbaum geb. Baumgart Jg. 1866 deportiert 1942 Theresienstadt ermordet 8.8.1942 |      |                                                                           |
| Moltkestraße 2 ·      | 5. Dez. 2006   | Hier wohnte Selma Grundmann geb. Hirsch Jg. 1883 deportiert ermordet in Riga                         |      |                                                                           |
| Mühlenstraße 5 ·      | 10. März 2006  | Hier wohnte Louis Steinberg Jg. 1867 deportiert 1942 Theresienstadt ermordet in Treblinka            |      |                                                                           |
| Mühlenstraße 5 ·      | 10. März 2006  | Hier wohnte Hedwig Levi geb. Steinberg Jg. 1875 deportiert 1942 Theresienstadt ermordet 13.9.1942    |      |                                                                           |